# Публий Рупилий
Публий Рупилий (на латински: Publius Rupilius) e политик на Римската република през 2 век пр.н.е.
През 132 пр.н.е. Попилий е избран за консул заедно с Публий Попилий Ленат. Той е изпратен в Сицилия да потуши първото сицилианско робско въстание на Евн. Публий Рупилий има победа. Евн е пленен и заведен в Рим, където скоро след това умира. През 131 пр.н.е. е проконсул и управлител на провинцията. Дава в сената закона leges Rupiliae.